# Mkomazi
Mkomazi è una circoscrizione rurale (rural ward) della Tanzania situata nel distretto di Korogwe, regione di Tanga. Conta una popolazione di 8 069 abitanti (censimento 2012).